# Made in Italy

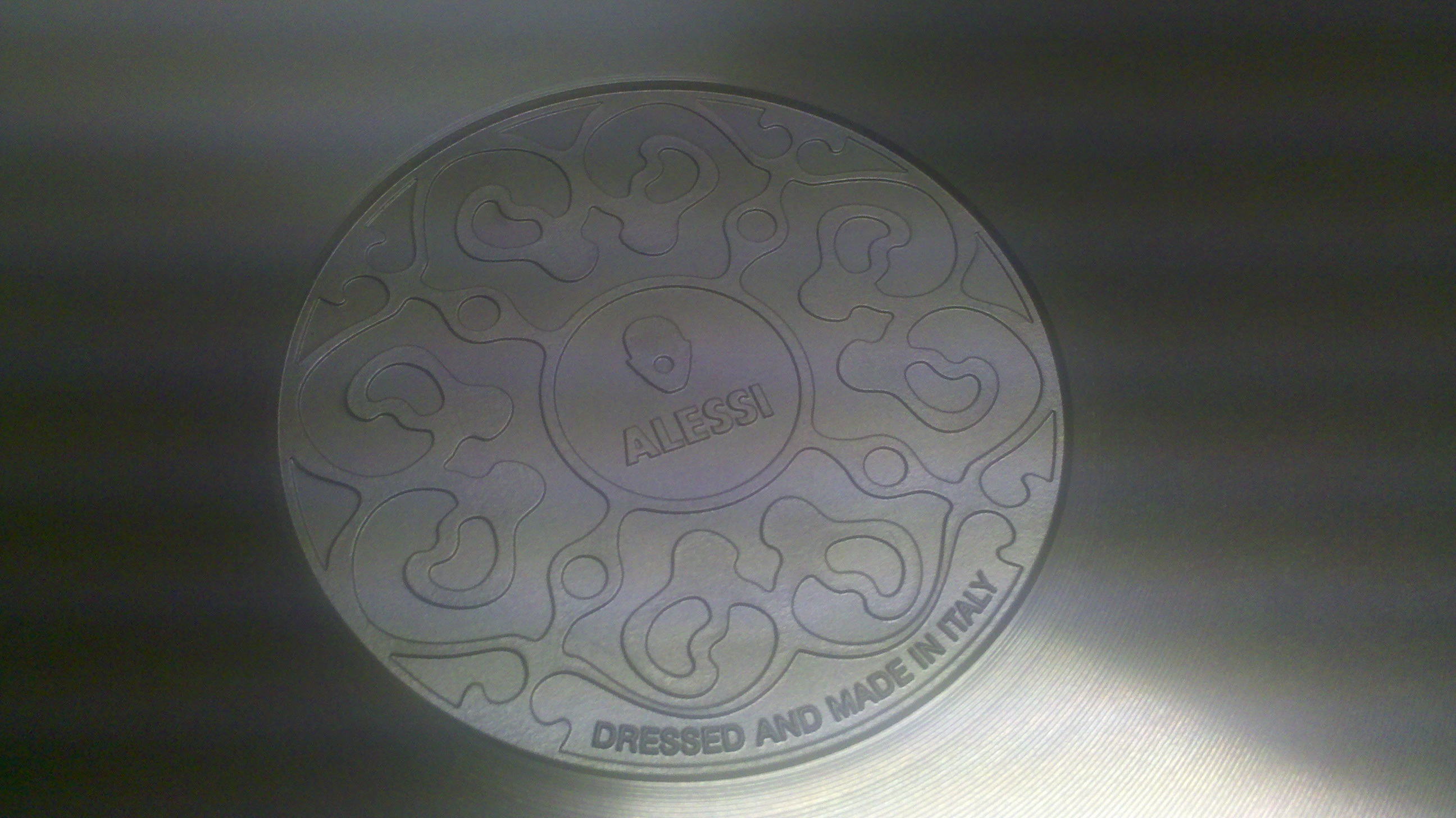
Una bistecchiera con la scritta Made in Italy, disegnata da Marcel Wanders per Alessi ed Esselunga

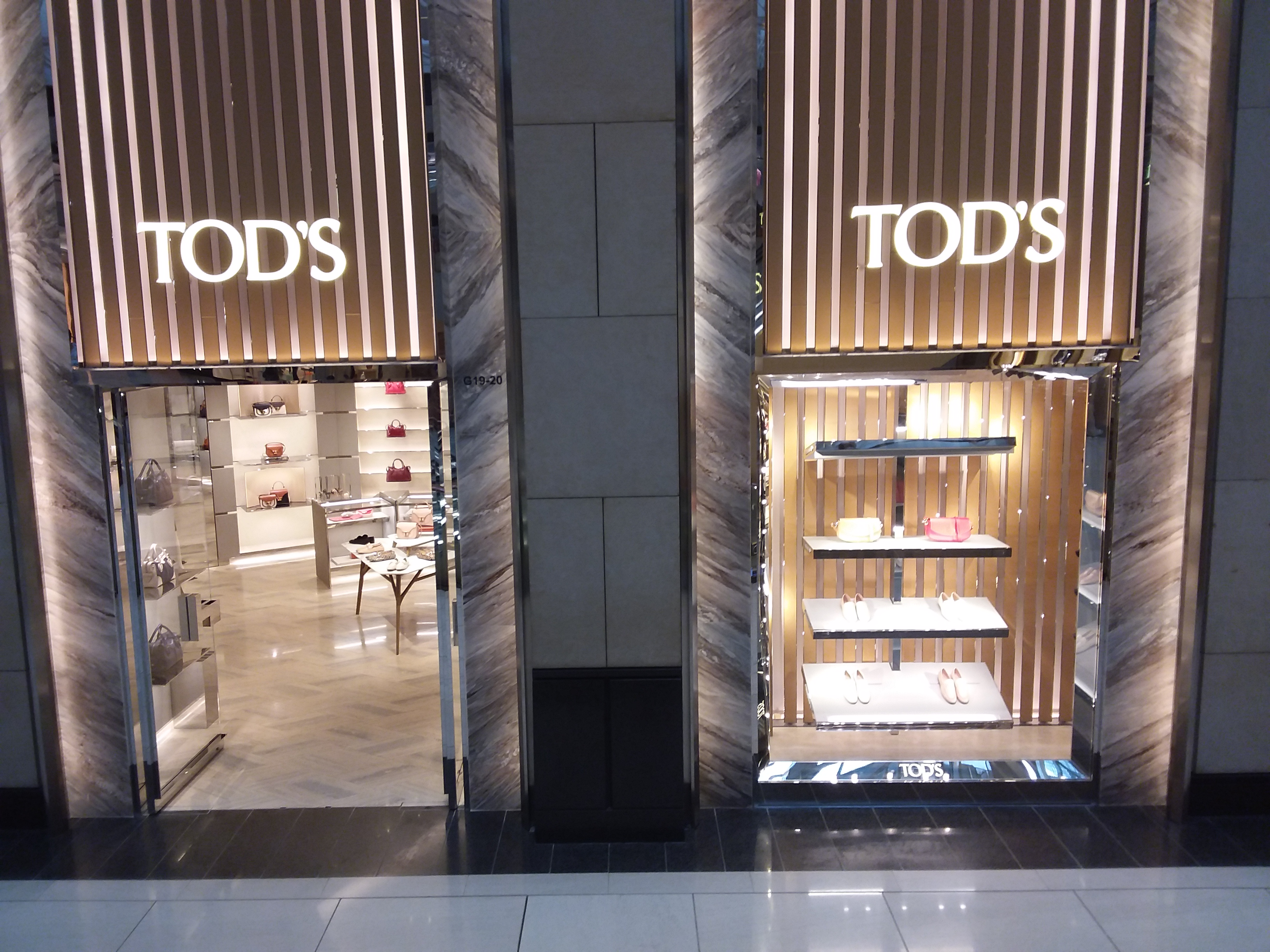
Un negozio Tod's a Hong Kong.

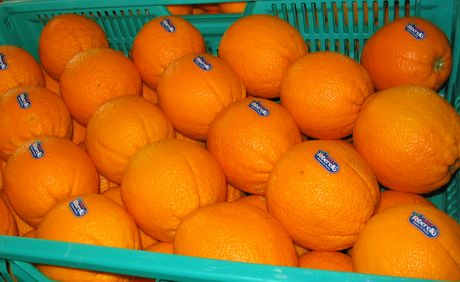
Arance di Ribera D.O.P., parte della categoria Made in Italy (come tutti i prodotti Dop, Doc, Docg, Igp e Igt).

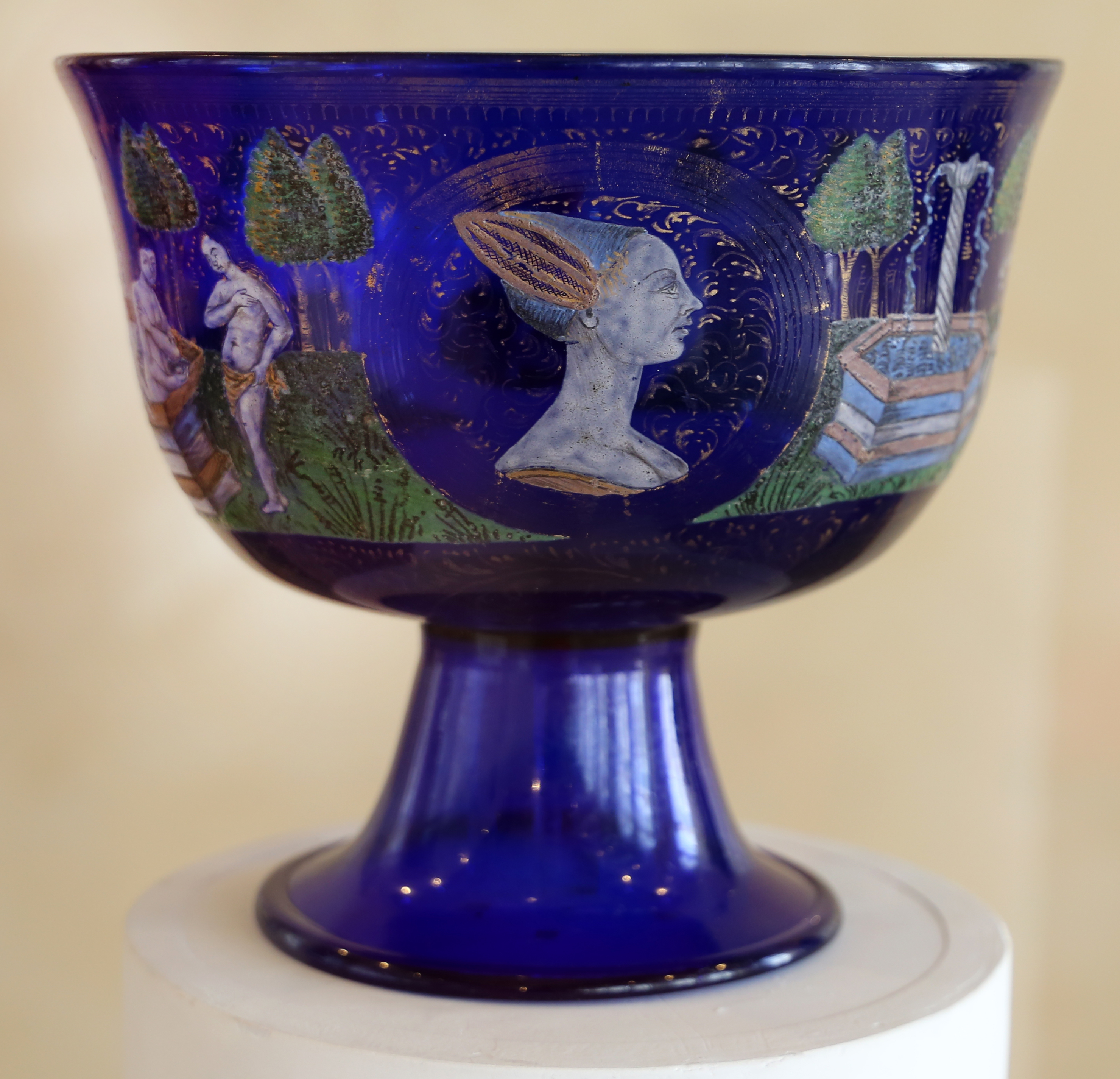
Coppa in vetro di Murano di Angelo Barovier (1460 circa)

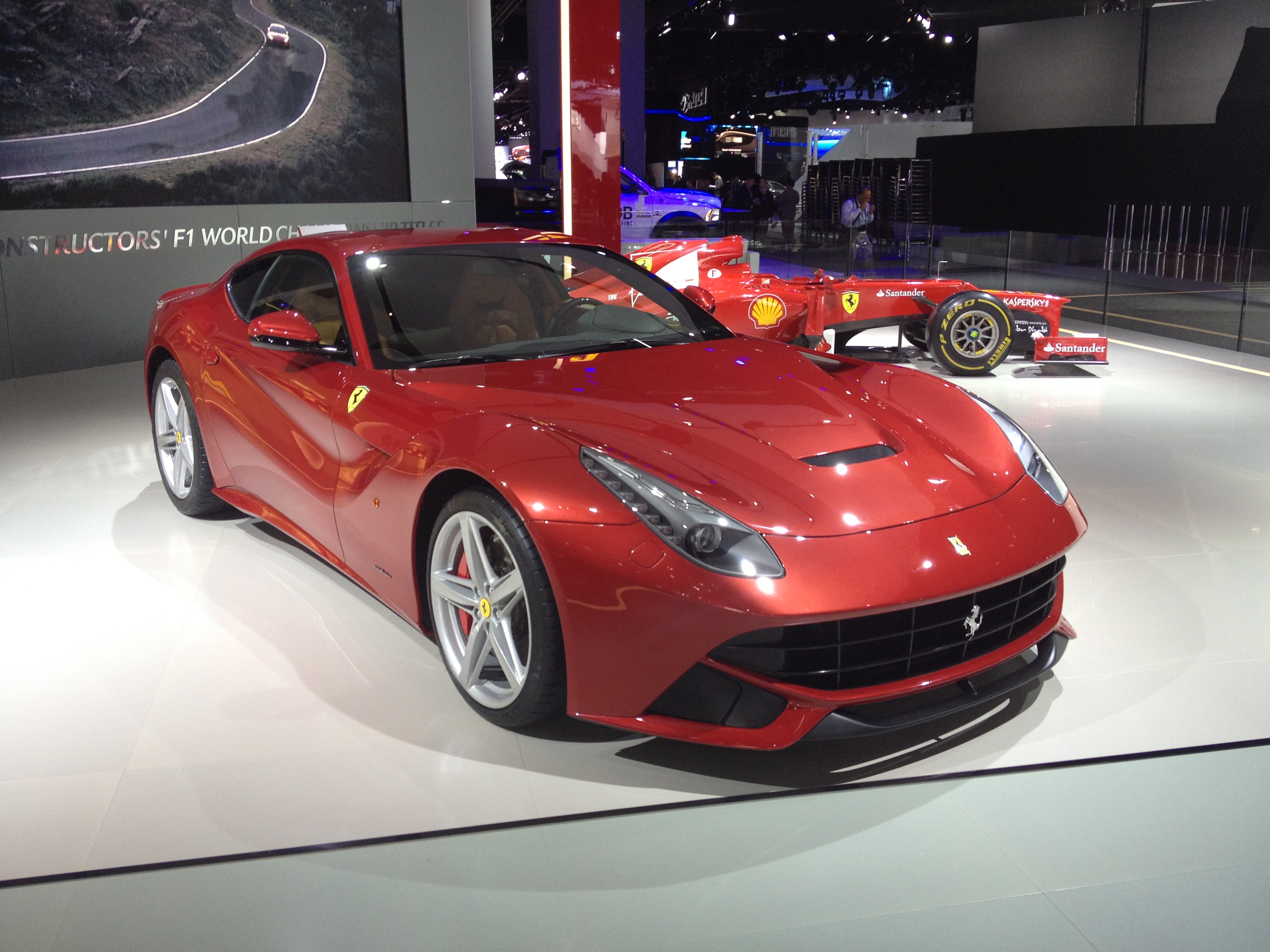
Ferrari F12 berlinetta; Ferrari è uno dei marchi più famosi del mondo strettamente correlato al Made in Italy.

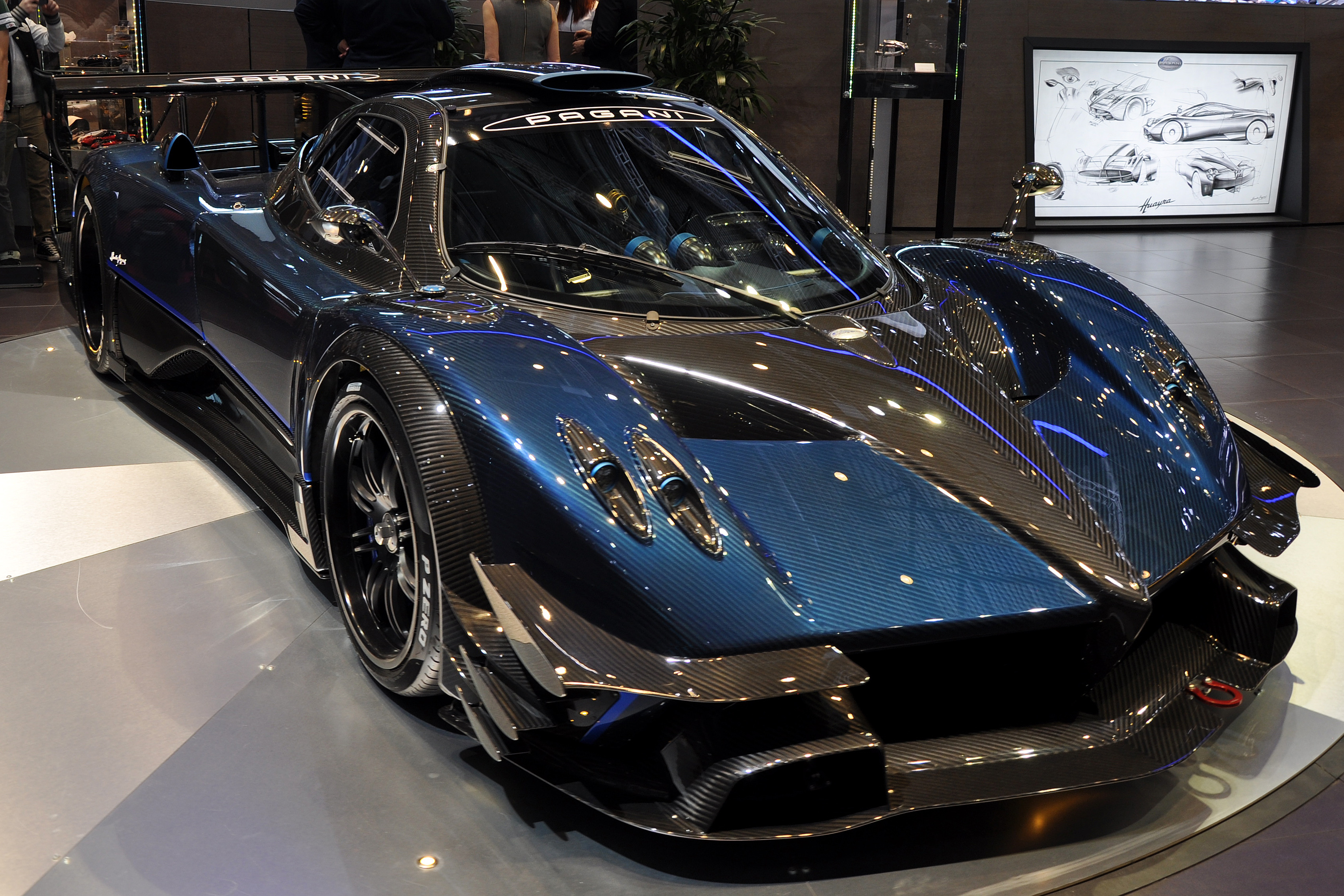
Pagani Zonda Revoluciòn al Salone dell'automobile di Ginevra 2014

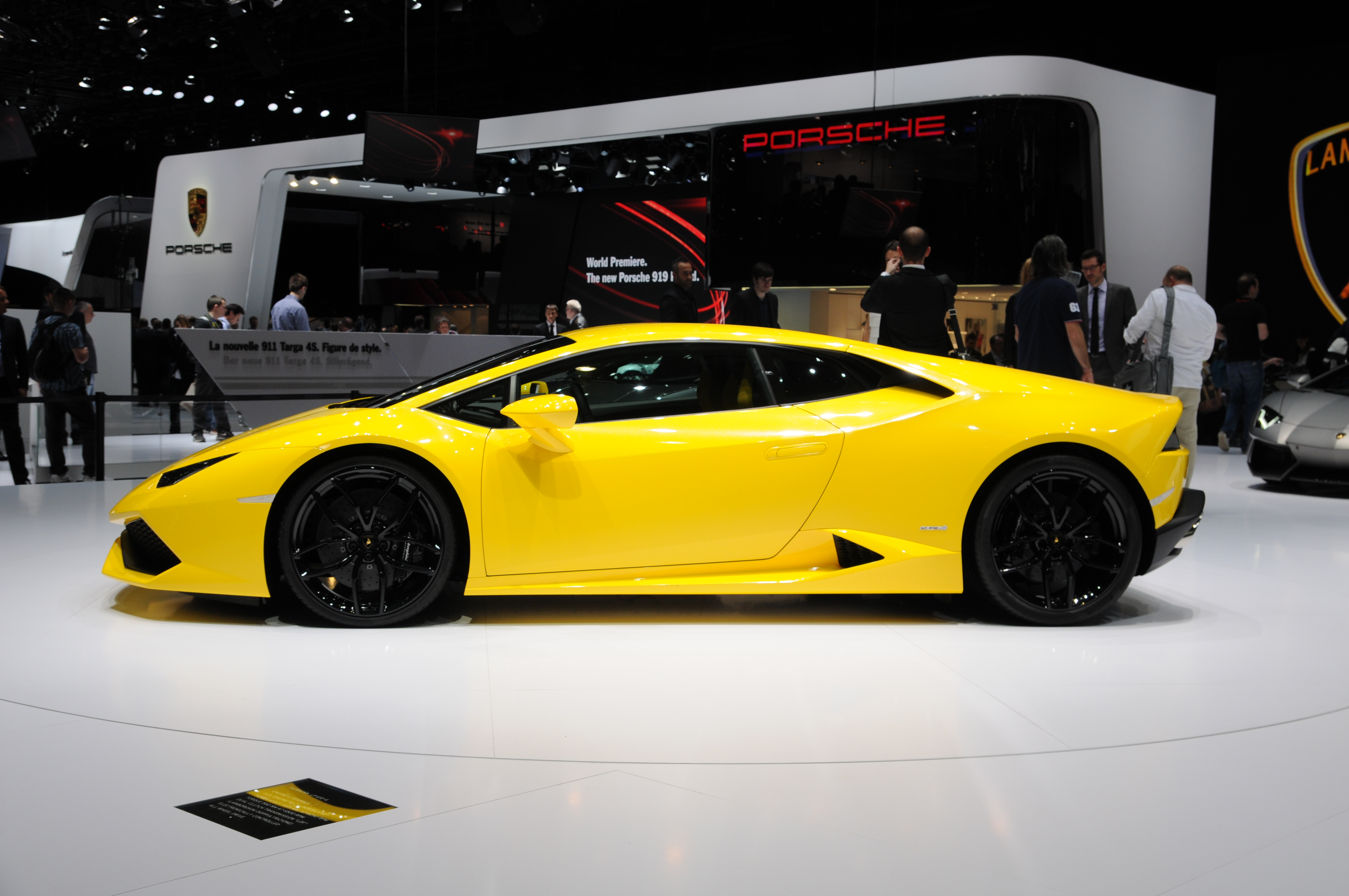
Lamborghini Huracán

Il Made in Italy è un'indicazione di provenienza che indica l'origine di un bene in base alle disposizioni comunitarie in materia di origine non preferenziale di un prodotto ed in questo caso riferite ai prodotti che hanno origine in Italia.
Secondo uno studio di mercato realizzato da Statista in Made-In-Country-Index (MICI) 2017, e pubblicato da Forbes il 27/03/2017, Made in Italy oggi è censito al 7º posto in termini di reputazione tra i consumatori di tutto il mondo. KPMG, censiva nel 2012 il Made in Italy quale terzo marchio al mondo per notorietà dopo Coca Cola e Visa.
Dal punto di vista fiscale il Made in Italy viene rappresentato con l'Etichettatura.
Dal punto di vista sostanziale viene rappresentato dalla Certificazione 100% Made in Italy che nella sostanza segue la disposizione dell'art. 16 della legge 166 del 2009, quale prodotto interamente realizzato in Italia.

## Storia

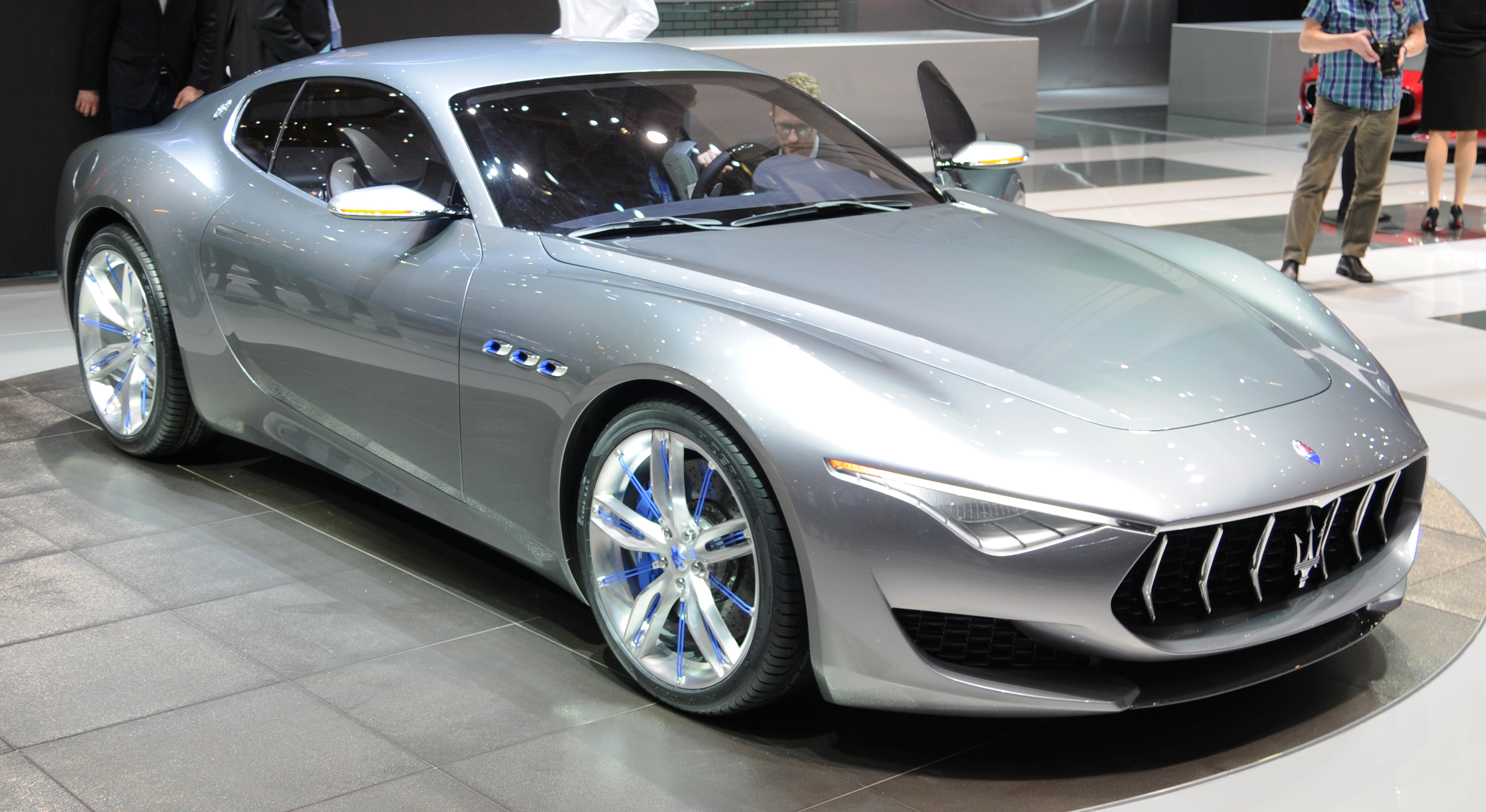
Il modello Maserati Alfieri del 2014

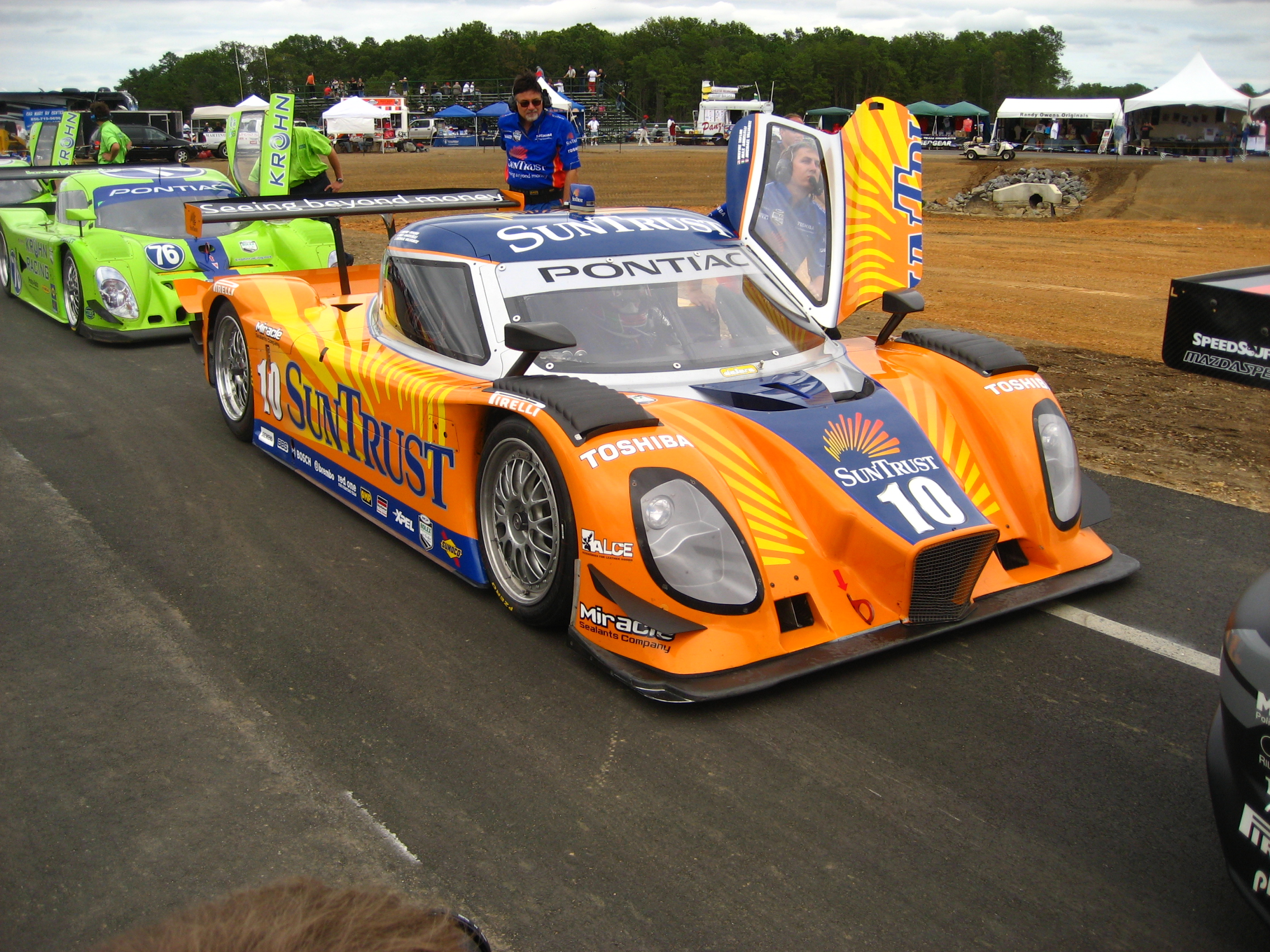
Una Dallara Pontiac del 2008

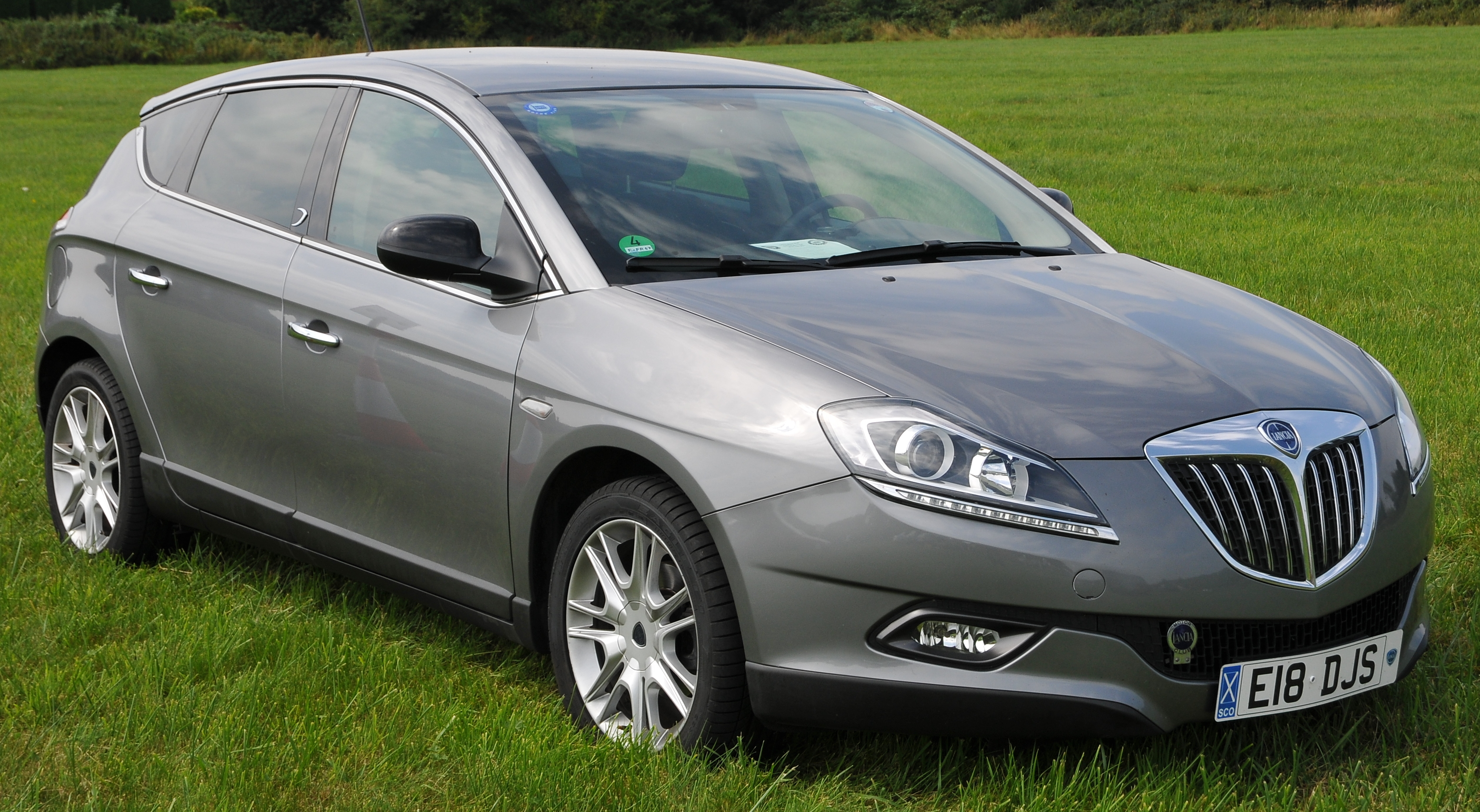
La Lancia Delta (2008)

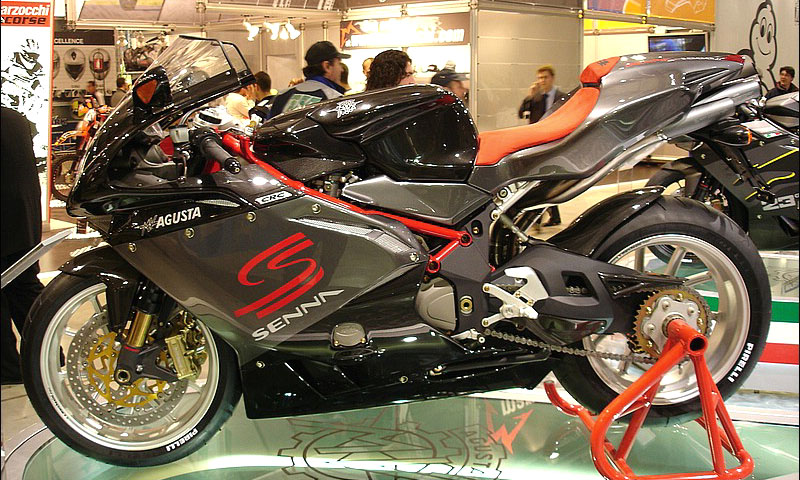
MV Agusta F4 Senna

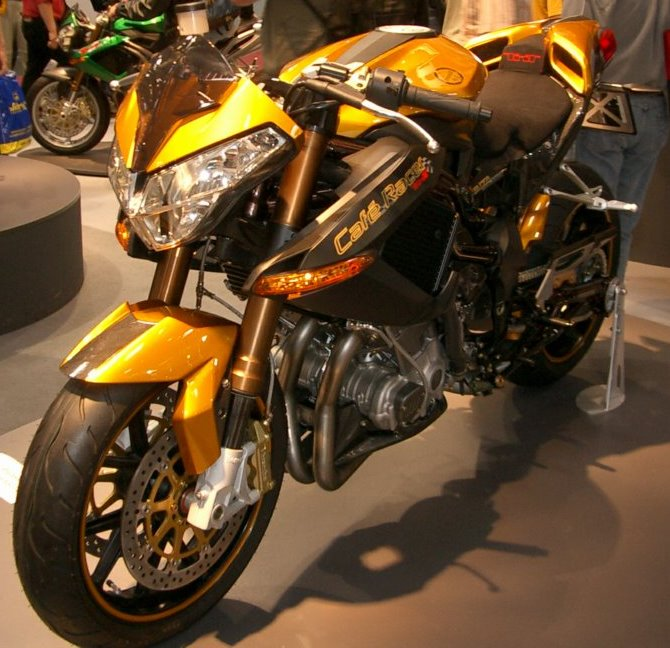
Benelli TNT Cafè Racer del 2006

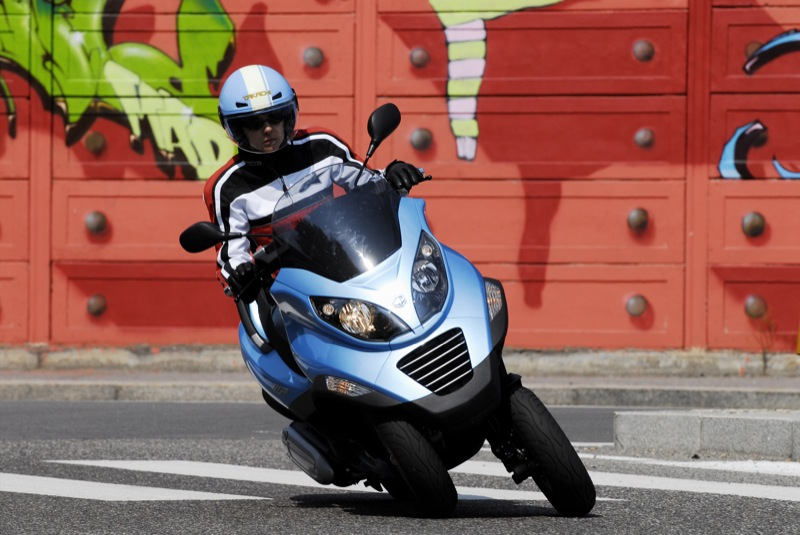
Piaggio MP3

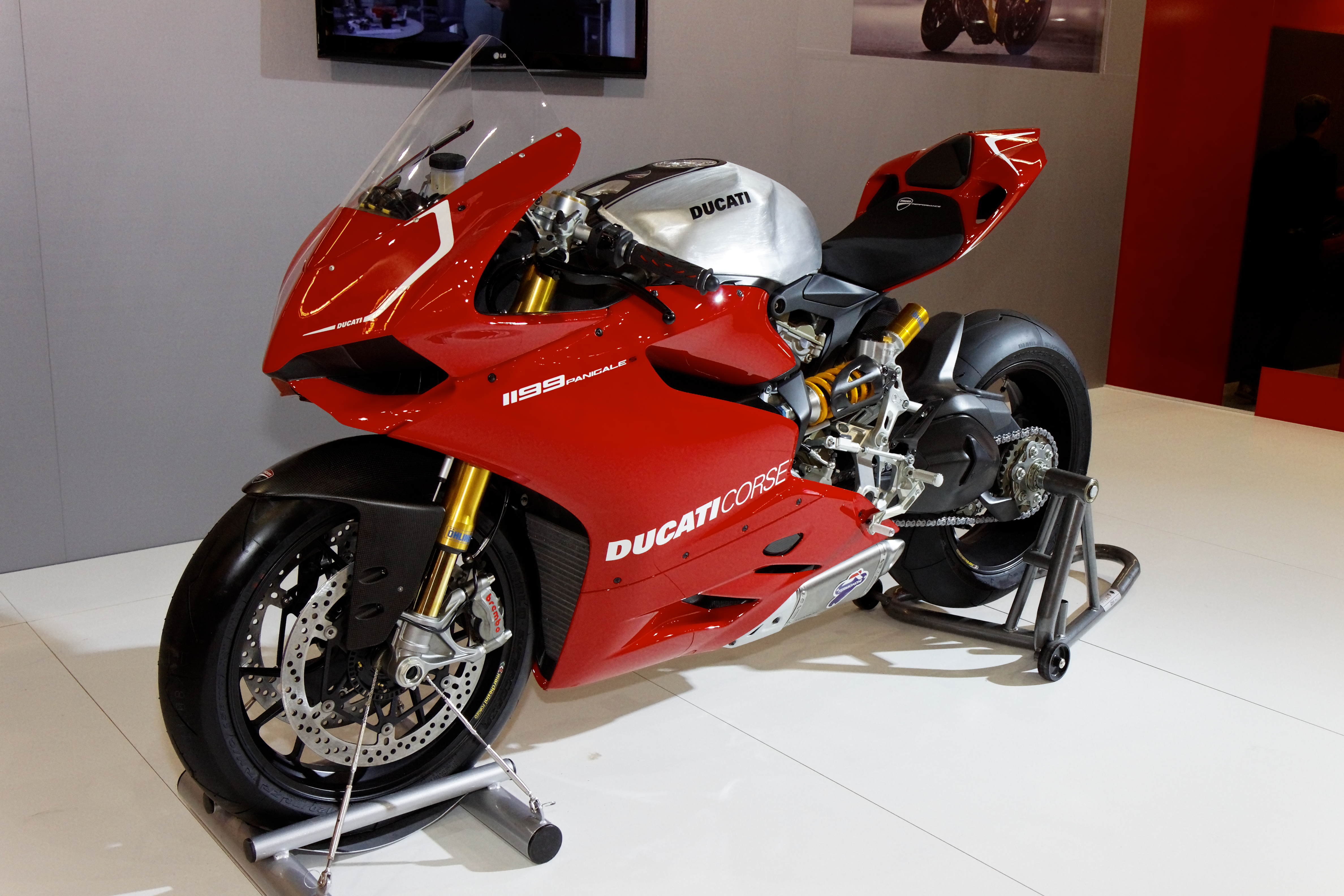
Ducati 1199 Panigale S entrata in commercio nel 2012

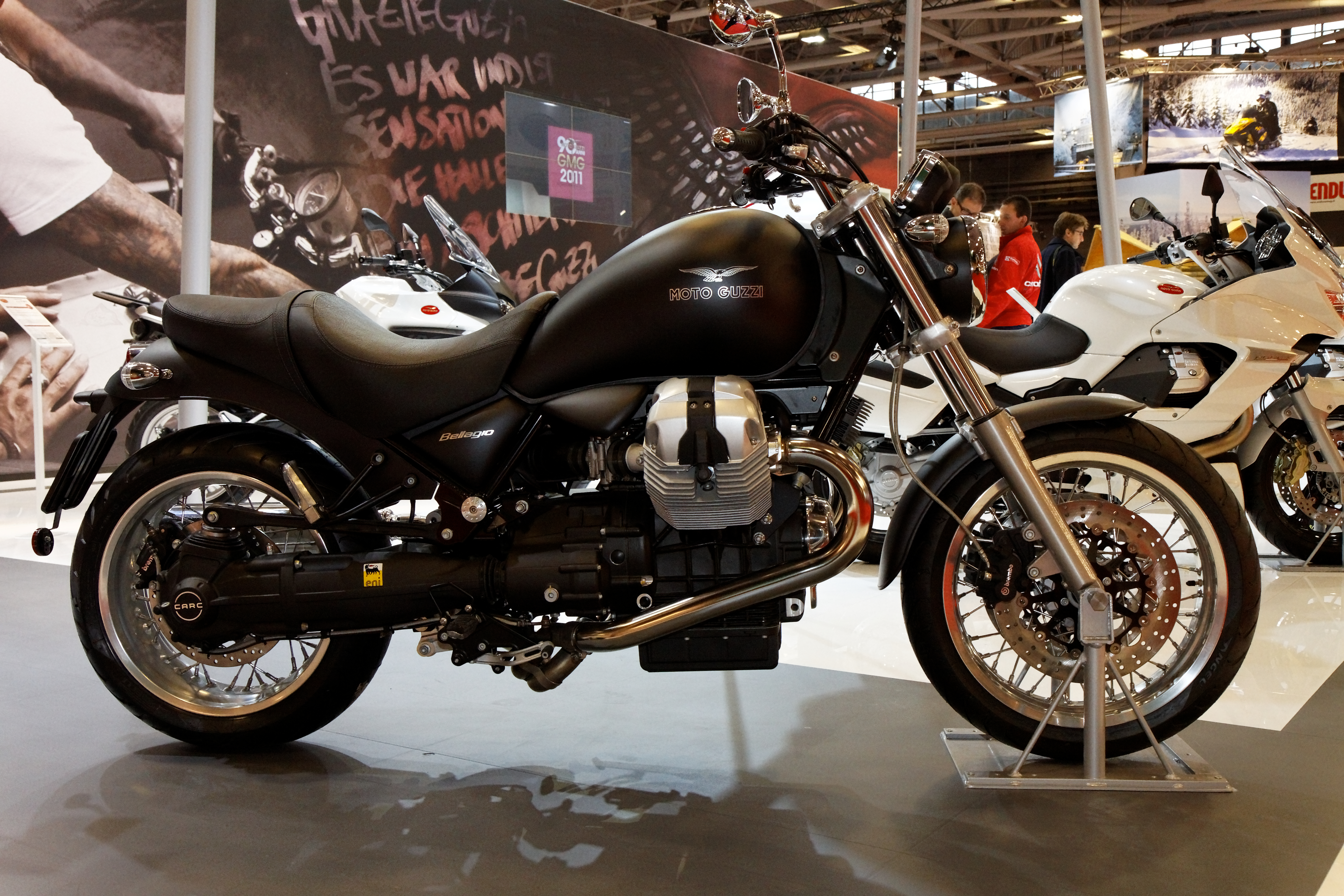
Moto Guzzi Bellagio 940 Aquila Nera del 2011

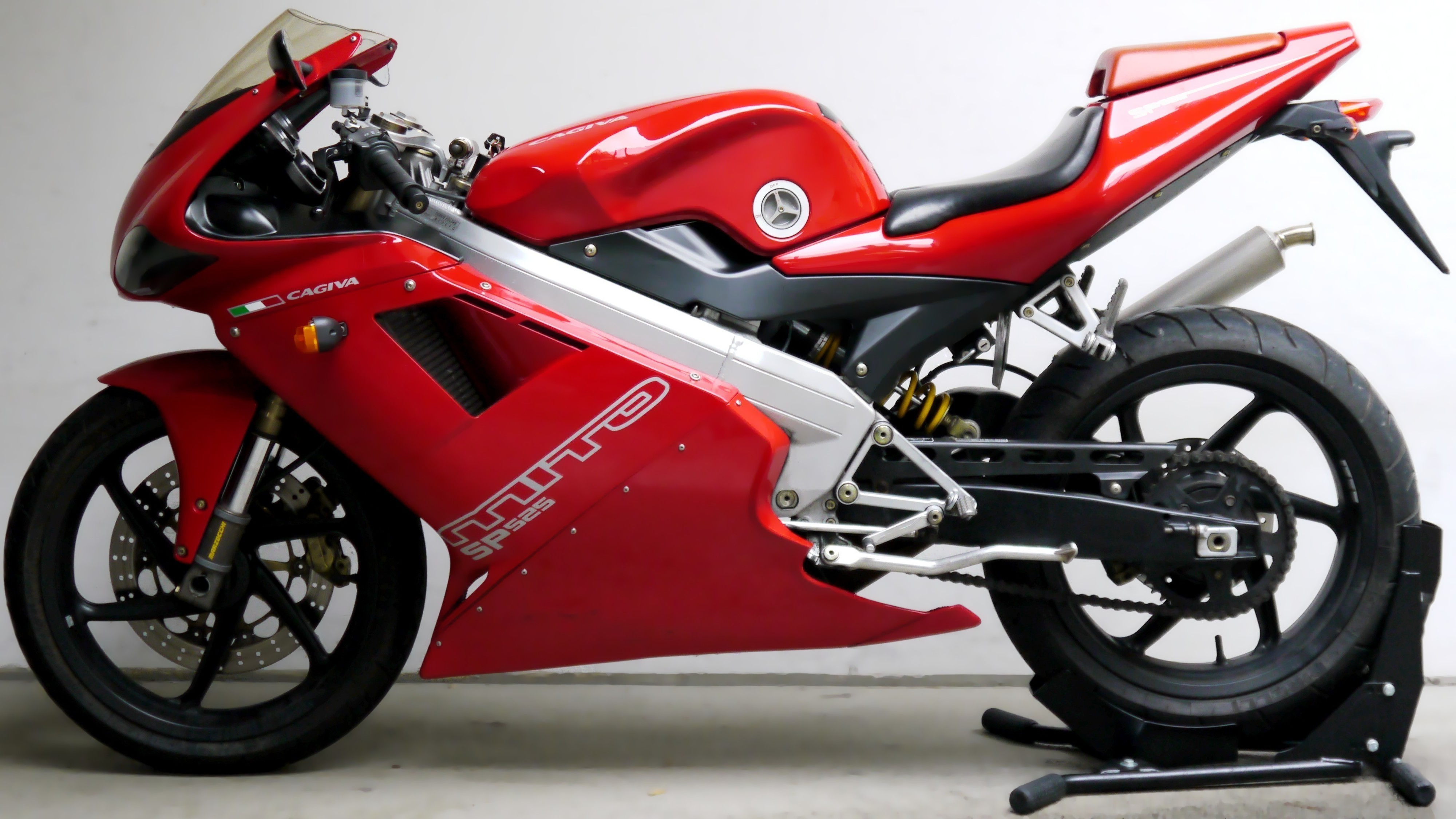
Cagiva Mito SP525

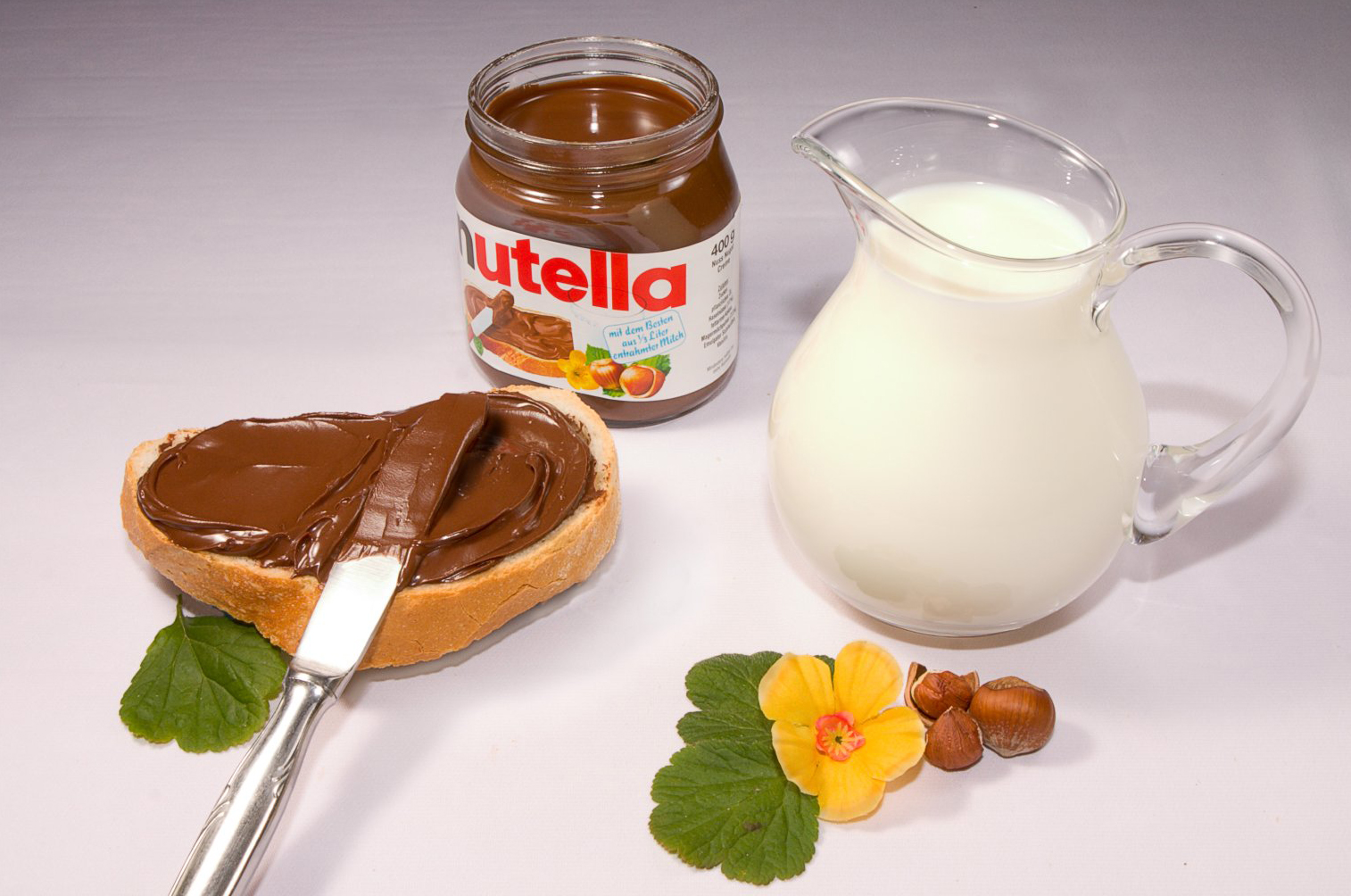
Nutella

Storicamente Made in Italy era un'espressione in lingua inglese apposta dai produttori italiani, specie dagli anni ottanta in poi, nell'ambito di un processo di rivalutazione e difesa dell'italianità del prodotto, al fine di contrastare la falsificazione della produzione artigianale e industriale italiana, soprattutto nei quattro tradizionali settori di moda, cibo, arredamento e meccanica (automobili, disegno industriale, macchinari e navi), in italiano noti anche come "Le quattro A" da Abbigliamento, Agroalimentare, Arredamento e Automobili.
All'estero, infatti, i prodotti italiani avevano nel tempo guadagnato una fama, con corrispondente vantaggio commerciale. Erano generalmente riconosciute al prodotto italiano medio, o quantomeno ci si attendeva che esso presentasse, notevoli qualità di realizzazione, cura dei dettagli, fantasia del disegno e delle forme, durevolezza. I prodotti italiani erano storicamente stati associati a qualità, alta specializzazione e differenziazione, eleganza e provenienza da famosi settori industriali italiani tradizionali.
Prime basi delle norme con l'accordo di Madrid del 14 aprile 1891 recepito e ratificato in Italia con la legge n. 676 del 1967 con il quale si sanciva che apposizione del “made in…” consentiva di individuare l’esatto luogo di fabbricazione di un determinato prodotto ed è pertanto riconducibile all’accertamento dell’origine del medesimo.
Dal 1999, il marchio Made in Italy ha cominciato ad essere promosso da vari enti ed associazioni, come l'Istituto per la Protezione, la Promozione e la Preservazione dell'origine dei prodotti agroalimentari e vitivinicoli Made in Italy, 100ITA, l'Istituto per la Tutela dei Produttori Italiani, l'Associazione Made in Italy, il Comitato Made in Italy, l'Associazione Italian Sounding, l'Associazione Nazionale per la Tutela della Finestra Made in Italy, Food Italy Certification, ItalCheck oltre che da parte di tutte le Associazioni di Categoria delle Imprese dei diversi settori, dai Consorzi di Tutela e Garanzia ed in primis dagli Organi Governativi che sono intervenuti regolandone l'utilizzo in base a specifiche leggi dello stato che ha avocato alle preposte autorità le attività di verifica e tutela.
L'ITPI è l'unico organismo nazionale iscritto al CNEL, già dal 2004, con la funzione di tutelare, valorizzare e promuovere il Made in Italy. Nell'ambito della tutela, l'Istituto ha elaborato negli anni numerose proposte di legge che ha sottoposto agli organi competenti. Al fine di rendere evidente il giusto valore del prodotto realizzato in Italia, è stata elaborata e resa operativa la Certificazione 100% Made in Italy. Dal 2024 è anche attivo "Made in Italy Certificate" un Progetto pilota di un nuovo schema che è in fase di accreditamento. 
A far chiarezza tra disposizioni datate e di dubbia applicabilità pratica sembra essere finalmente giunto il legislatore che, con la Legge Finanziaria 2004 (legge n. 350 del 2003) pubblicata sul supplemento ordinario n. 196/L alla Gazzetta Ufficiale del 27 dicembre 2003 ha stabilito che chi scrive “made in Italy” su qualsiasi merce che non sia stata fabbricata in Italia rischia la reclusione fino ad un anno e la pena è aumentata se si tratta di alimenti o bevande.
La legge n. 350 del 2003, che ha praticamente riscritto la disciplina dell’etichettatura sull’origine delle merci, ha infatti previsto che “L’importazione e l’esportazione a fini di commercializzazione ovvero la commercializzazione di prodotti recanti false o fallaci indicazioni di provenienza costituisce reato ed è punita ai sensi dell’articolo 517 del c.p.”.
Apporre la bandiera italiana, la dicitura Italy o made in Italy su un prodotto è possibile per riferirsi alla parte imprenditoriale del produttore, mentre quella produttiva (manifatturiera, coloro che materialmente lavorano il prodotto) vera e propria può trovarsi ovunque. Basta quindi che il prodotto sia «pensato o disegnato» quando non totalmente gestito da un imprenditore italiano, per potersi tranquillamente fregiare di tale marchio, anche se questo manufatto è costruito in un qualsiasi altro luogo.
Nel 2009 è stata emanata una legge per tutelare il made in Italy: il decreto legge nº 135 del 25 settembre 2009 contiene l'art. 16 dal titolo Made in Italy e prodotti interamente italiani.
Il marchio "Made in Italy" è diventato fondamentale per le esportazioni italiane ed è così noto a livello mondiale da essere considerata una categoria commerciale a sé stante.
Nel gennaio 2014 il Google Cultural Institute in collaborazione col governo italiano e con la Camera di Commercio italiana ha lanciato un progetto online per promuovere il Made in Italy mostrando molti famosi prodotti italiani usando la tecnologia dello showroom virtuale.
Il 15 aprile 2024 si è svolta la prima giornata nazionale del made in Italy, evento ideato ed istituito dal Governo Meloni per promuovere e valorizzare "il lavoro, l'impresa, e il prodotto italiano".
Uno dei settori più rappresentativi del Made in Italy è quello della pelletteria di lusso italiana, che coniuga artigianalità e innovazione. Le principali aree produttive sono concentrate in Toscana – in particolare tra Firenze e Scandicci – e in Lombardia, dove si trovano numerose aziende che collaborano con le più prestigiose maison internazionali.

### Sfide contemporanee e sostenibilità
- Il settore del Made in Italy affronta sfide legate alla sostenibilità e all'innovazione. Secondo un'analisi di Vogue Business, la filiera produttiva italiana è frammentata e necessita di consolidamento per affrontare le esigenze di sostenibilità e le pressioni del mercato globale.
- Il "Venice Sustainable Fashion Forum" ha evidenziato l'importanza di riformare le catene di approvvigionamento secondo valori sostenibili, con l'obiettivo di posizionare l'Italia come leader globale nella sostenibilità. [24]

## Requisiti di legge
Il 1º maggio 2016 è entrato in vigore il nuovo Codice Doganale dell’Unione (CDU), con le relative disposizioni (DCU), che hanno sostituito il vecchio Codice Doganale Comunitario (CDC). La nuova normativa ha portato talune novità in materia di origine. L’individuazione dell’esatta origine della merce è indispensabile dal punto di vista doganale in quanto necessaria per l’applicazione delle misure di politica commerciale che colpiscono solo le merci originarie di alcuni paesi. È altresì collegato al concetto di origine il cosiddetto marchio di origine o “Made in del prodotto”. È evidente che tale marchio, pur non avendo nessuna rilevanza tributaria, ha un effetto sensibile nella fase di commercializzazione, poiché, agendo sulla qualità percepita del prodotto, può arrivare ad orientare le scelte di acquisto dei consumatori. La definizione del Paese di origine di un bene si basa sulle disposizioni comunitarie in materia di origine non preferenziale della merce.
Tali disposizioni sono contenute nel Regolamento (UE) n. 952/2013 del Parlamento Europeo e del Consiglio che istituisce il nuovo Codice Doganale dell'Unione (d’ora in poi CDU o semplicemente Codice) entrato in vigore nel 1º maggio 2016. Al suo interno, la sezione 1 del Capo 2 (Titolo II), negli artt. dal 59 al 63, individua il quadro normativo afferente l’origine non preferenziale. In particolare, gli articoli 31 e 32 del Regolamento Delegato (UE) 2446/2015, in attuazione dell’art. 60 del CDU rispettivamente nei paragrafi 1 e 2, individuano i due criteri di riferimento per definire l’origine non preferenziale, in maniera analoga a quanto precedentemente disposto dal vecchio Codice Doganale Comunitario.
Secondo quanto regolamentato dall'art.16 della legge 166 del 2009 (Decreto legge 135, 25 settembre 2009 - Parlamento Italiano) solo i prodotti totalmente fatti in Italia (cioè progettati, fabbricati e confezionati in Italia) possono fregiarsi dei marchi 100% Made in Italy, 100% Italia, tutto italiano, in qualsiasi linguaggio essi espressi, con o senza la bandiera italiana. Ogni abuso è punito dalla legge.
Qualsiasi rappresentazione maggiormente visibile rispetto all'etichettatura presuppone l'accertamento dell'interamente prodotto in Italia in linea con l'articolo 16 della legge 166/2009.
Con la Legge Reguzzoni erano state introdotte disposizioni in materia di commercializzazione di prodotti tessili, della pelletteria e calzaturieri. In particolare la legge istituisce, in tali settori, un sistema di etichettatura obbligatoria dei prodotti, che evidenzi il luogo di origine di ciascuna fase di lavorazione assicurando così la tracciabilità dei prodotti stessi. Inoltre si consente l'uso dell'indicazione "Made in Italy" esclusivamente per i prodotti le cui fasi di lavorazione abbiano avuto luogo prevalentemente nel territorio italiano.

## Certificazione e promozione del “Made in Italy”
L’Istituto per la Tutela dei Produttori Italiani (ITPI) è un ente dedicato a salvaguardare e promuovere il vero “Made in Italy”, attraverso la certificazione dell’intera filiera produttiva nazionale e il sostegno all’autenticità e alla qualità dei prodotti italiani. 
Il Portale Ufficiale dei Produttori Italiani funge da vetrina istituzionale, garantendo visibilità e credibilità ai prodotti “Made in Italy”, mentre il registro nazionale dei produttori certificati opera come un elenco ufficiale delle aziende che rispettano una filiera integralmente italiana.
Esistono inoltre specifiche certificazioni, come la “100% Made in Italy”, che verificano rigorosamente l’origine e i processi di produzione secondo lo standard IT01, nonché nuovi schemi di accreditamento volti a contrastare la contraffazione e a rafforzare la reputazione del prodotto nazionale. È in corso un progetto pilota per un nuovo regolamento di certificazione.
Infine, motori di ricerca specializzati facilitano l’identificazione di produttori certificati e affidabili. L’importanza di questi strumenti risiede nel garantire trasparenza, elemento chiave per rafforzare la presenza internazionale del settore manifatturiero italiano e preservare il patrimonio culturale, economico e artigianale del Paese.

## Settori produttivi
Settori merceologici in cui l'espressione Made in Italy è indicativa:
- arredo
- arte
- automobili
- motori automobilistici
- disegno industriale
- motociclette
- biciclette
- veicoli commerciali
- gioielleria
- oreficeria
- argenteria
- orologeria
- ceramica
- maiolica
- porcellana
- vetro
- cristallo
- occhiali
- pelletteria
- abbigliamento
- sartoria
- calzature
- pasta
- pizza
- pasticceria
- biscotti
- gelateria
- carni
- insaccati
- formaggi
- bibite
- vini e spumanti
- olio di oliva
- liquori
- birra
- industria tessile
- industria cinematografica

Una menzione speciale merita Ferrari: secondo Brand Finance viene considerato nel 2020 marchio più influente e forte nel mondo, nel 2021 è al secondo posto sorpassata da WeChat.

## Riferimenti legislativi
- Legge 350/2003;
  - modificata dalla legge nº 99 del 23 luglio 2009 (art. 4 comma 49, art. 17 comma 4);
  - modificata dal decreto legge nº 135 del 25 settembre 2009[37](art. 16) poi convertito in legge nº 166 del 20 novembre 2009[38].
- Legge nº 55 dell'8 aprile 2010[39].